# Babícora de Conoachic
Babícora de Conoachic är en ort i Mexiko.   Den ligger i kommunen Temósachi och delstaten Chihuahua, i den nordvästra delen av landet, 1 400 km nordväst om huvudstaden Mexico City. Babícora de Conoachic ligger 2 085 meter över havet och antalet invånare är 231.
Terrängen runt Babícora de Conoachic är kuperad, och sluttar österut. Runt Babícora de Conoachic är det mycket glesbefolkat, med 2 invånare per kvadratkilometer. Det finns inga andra samhällen i närheten. Omgivningarna runt Babícora de Conoachic är i huvudsak ett öppet busklandskap.